# Sakaiminato (Tottori)

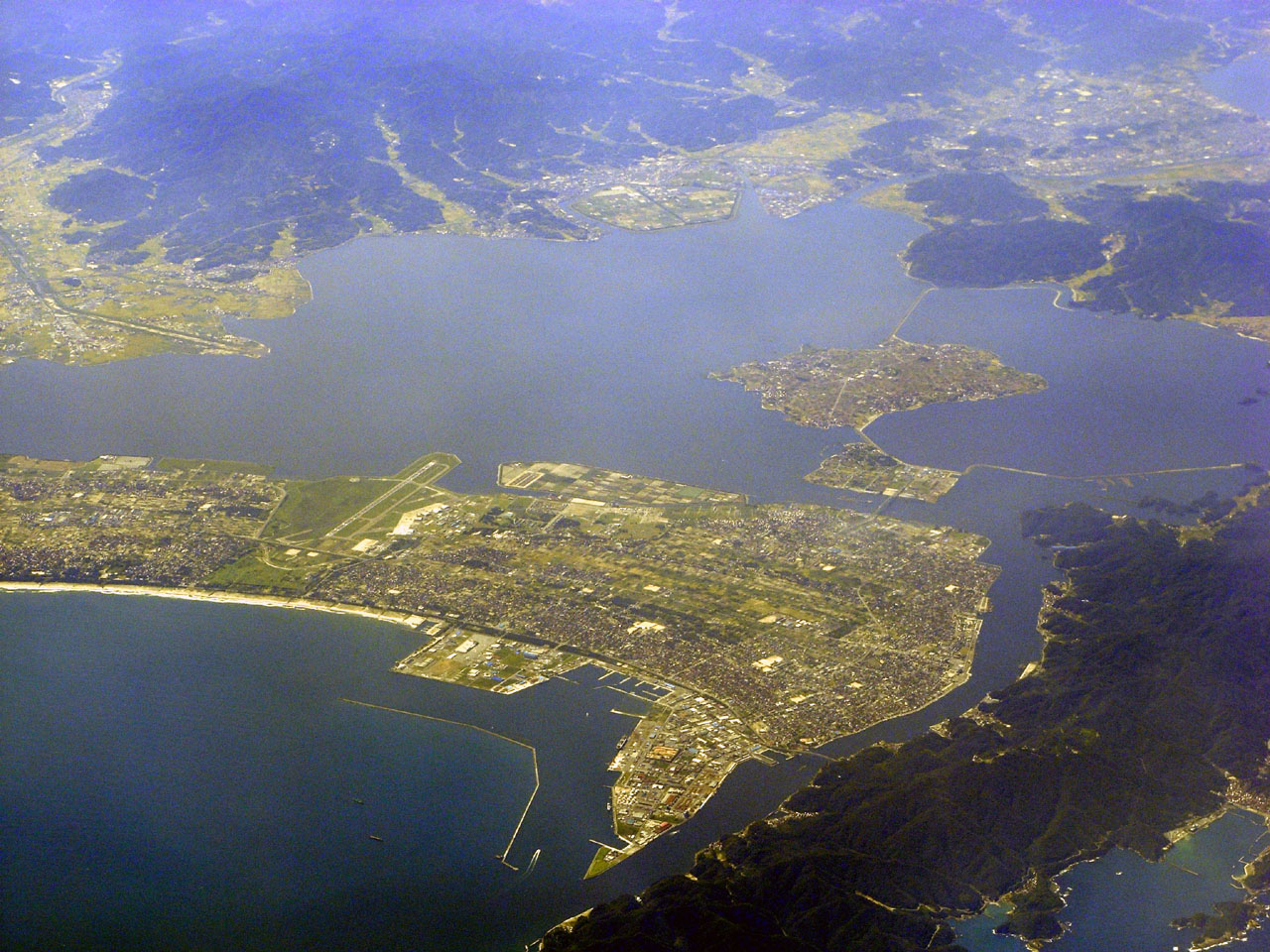
Vista aérea de Sakaiminato

Sakaiminato (境港市 Sakaiminato-shi?) es una ciudad localizada en la prefectura de Tottori, Japón. En junio de 2019 tenía una población estimada de 32.922 habitantes y una densidad de población de 1.131 personas por km². Su área total es de 29,10 km².

## Historia
La ciudad fue fundada el 1 de abril de 1956, luego de la fusión de seis villas y pueblos en 1954.
Es la ciudad natal de Shigeru Mizuki, creador de GeGeGe no Kitaro, y en la localidad hay una calle llamada Shigeru Mizuki Road en donde existen varias estatuas de criaturas diseñadas por el dibujante.

## Geografía
Está situado entre las ciudades de Yonago (al sur) y Matsue (al norte), en la vecina prefectura de Shimane. Ubicado en el extremo de la península de Yumigahama, separa el mar de Japón del Nakaumi, que sólo se conecta a través del canal de Sakai.

### Localidades circundantes
- Prefectura de Tottori
  - Yonago
- Prefectura de Shimane
  - Matsue

## Demografía
Según los datos del censo japonés, esta es la población de Sakaiminato en los últimos años.
| Año del censo | Población |
| ------------- | --------- |
| 1995          | 37.365    |
| 2000          | 36.843    |
| 2005          | 36.459    |
| 2010          | 35.259    |
| 2015          | 34.174    |
| 2020          | 32.740    |

## Ciudades hermanadas
- Hunchun, República Popular China